# Melhania ovata
Melhania ovata är en malvaväxtart som först beskrevs av Antonio José Cavanilles, och fick sitt nu gällande namn av Spreng.. Melhania ovata ingår i släktet Melhania och familjen malvaväxter.

## Underarter
Arten delas in i följande underarter:
- M. o. montana
- M. o. oblongata